# Lievestuoreenjärvi
Lievestuoreenjärvi är en sjö i kommunen Laukas i landskapet Mellersta Finland i Finland. Sjön ligger 84,9 meter över havet. Den är 70 meter djup. Arean är 40,52 kvadratkilometer och strandlinjen är 107,36 kilometer lång. Sjön  ingår i Kymmene älvs huvudavrinningsområde.   Den ligger omkring 15 kilometer öster om Jyväskylä och omkring 240 kilometer norr om Helsingfors. 
I sjön finns öarna Riuttasaari, Kääkkänen, Montonen, Honkiainen, Mustatsaaret, Lehtosaari, Jässinsaari, Lokinsaaret, Purusaari, Lapinluoto, Majasaari, Kivisaari, Kukkosaari, Koulunsaaret, Kirvessaari och Ykspuinen. 
Väster om Lievestuoreenjärvi ligger Pyhtäänjärvi och Torronselkä. Nordväst om Lievestuoreenjärvi ligger Mataroinen. 